# Jiang Zemin
Pour les articles homonymes, voir Jiang.
Dans ce nom chinois, le nom de famille, Jiang, précède le nom personnel.
Jiang Zemin (chinois simplifié : 江泽民 ; chinois traditionnel : 江澤民 ; pinyin : Jiāng Zémín ; Wade : Chiang¹ Tse²-min² ; pe̍h-ōe-jī : Kang Tik-bîn), né le 17 août 1926 à Yangzhou et mort le 30 novembre 2022 à Shanghai, est un homme d'État chinois, qui a été maire de Shanghai entre 1985 et 1988, secrétaire général du Parti communiste chinois entre 1989 et 2002 et président de la république populaire de Chine entre 1993 et 2003.

## Biographie
Originaire de la province côtière du Jiangsu, Jiang Zemin grandit sous l'occupation japonaise. Il est adopté par l'épouse de son oncle. Il fait des études d'ingénieur en génie mécanique à l'université de Nankin puis à l'université Jiao-tong de Shanghai. Il adhère au Parti communiste chinois (PCC) en 1946, tout en poursuivant une carrière d'ingénieur et de dirigeant technique.

### Percée politique
Sa percée au sein de l'appareil du Parti est tardive : Jiang Zemin est vice-président de la Commission pour les investissements étrangers de 1980 à 1982 et successivement vice-ministre puis ministre de l'Industrie électronique.
En 1985, il devient maire de Shanghai puis, en 1987, secrétaire général du Comité du PCC de la ville. La même année, lors du XIIIe Congrès, il entre au bureau politique du Comité central (13e Politburo).
Jiang Zemin soutient la répression des manifestations de la place Tian'anmen en 1989. Deng Xiaoping confie alors à Jiang Zemin les postes de secrétaire général du Parti communiste chinois, où il succède à Zhao Ziyang, et de président de la Commission militaire centrale, des postes très importants en Chine communiste. Il est alors vu comme incarnant une voie médiane entre le réformisme de Zhao Ziyang, qui avait soutenu les manifestants, et le conservatisme du Premier ministre Li Peng.

### Président de la république populaire de Chine (1993-2003)
Jiang Zemin, qui menait jusque-là une carrière discrète, devient brusquement l'homme fort du pays. En 1993, il accède au poste de chef de l'État et concentre tous les pouvoirs (14e puis 15e Politburo). Deng Xiaoping étant toujours vivant, Jiang Zemin continue la politique d'ouverture et de réformes de son prédécesseur. Sous ses mandats, il assiste à la rétrocession de Hong Kong, jusqu'alors colonie britannique, et de Macao, colonie portugaise. Son désir était de prendre aussi Taïwan.
En 1998, Jiang Zemin interdit en tant que chef du Parti le renouvellement des mandats des responsables actuels, ce qui entraîne également sa retraite pour 2003, date à laquelle il remet ses attributions de secrétaire général du Parti et de président de l'État à Hu Jintao, son vice-président de l'État, qui a été élu par l'Assemblée nationale populaire.
Après Deng Xiaoping, il accompagne la transformation économique de la Chine. En 2001, elle intègre l'Organisation mondiale du commerce (OMC).
Comme son prédécesseur, Jiang Zemin a choisi de partir en douceur tout en surveillant son successeur. C'est ce qui explique qu'il ait conservé jusqu'en 2004 la présidence de la Commission militaire centrale. En outre, avant de passer le relais, il a nommé plusieurs de ses proches, appartenant à la faction de Shanghai, à des postes importants dans les institutions politiques et militaires chinoises. Un argument supplémentaire, avec sa personnalité et son expérience, pour conserver encore une influence dans les décisions du Parti et de l'État.

#### Ses conditions pour négocier avec le dalaï-lama
En juin 1998, lors d'une conférence de presse à Pékin en présence du président américain Bill Clinton qui l'exhorte à dialoguer avec le dalaï-lama, Jiang Zemin énonce comme conditions préalables à des négociations que le dalaï-lama déclare publiquement que le Tibet est une partie inaliénable de la Chine et reconnaisse Taïwan comme une province chinoise. Le dalaï-lama répondit qu'il ne souhaitait pas l'indépendance mais une autonomie authentique du Tibet, et que concernant Taïwan, c'est aux Taïwanais de se prononcer. C'est sous la présidence de Jiang Zemin que débuta le Dialogue entre le gouvernement tibétain en exil et la république populaire de Chine qui prit fin en 2010, sous la présidence de Hu Jintao.

### Rapports avec la France

#### «Admirateur de la culture française»
Lors de la visite officielle du président Jacques Chirac en Chine en mai 1997, Jiang Zemin se présenta à son invité comme « admirateur de la culture française », rapportant qu'il avait appris La Marseillaise au lycée, qu'il avait lu des œuvres d'Alphonse Daudet (La Dernière classe), de Victor Hugo, d'Alexandre Dumas (notamment Le Comte de Monte-Cristo), de Romain Rolland, et qu'elles avaient contribué à sa formation.

#### Entretien avec Jacques Chirac en 1999
En octobre 1999, lors de sa venue en France et de son séjour chez les Chirac au château de Bity en Corrèze, visite qui fut critiquée par certains hommes politiques, Jiang Zemin, interrogé par Jacques Chirac à propos de la possibilité de négocier avec le 14e dalaï-lama, lui indiqua qu'il avait posé « deux conditions simples : que le dalaï-lama reconnaisse que le Tibet fait partie de la Chine et, puisqu'il s'est rendu à Taïwan, qu'il reconnaisse aussi qu'il s'agit d'une province chinoise ». Mais, affirme Jiang Zemin, le 14e dalaï-lama « avait adopté des positions ambiguës ».

### Polémiques

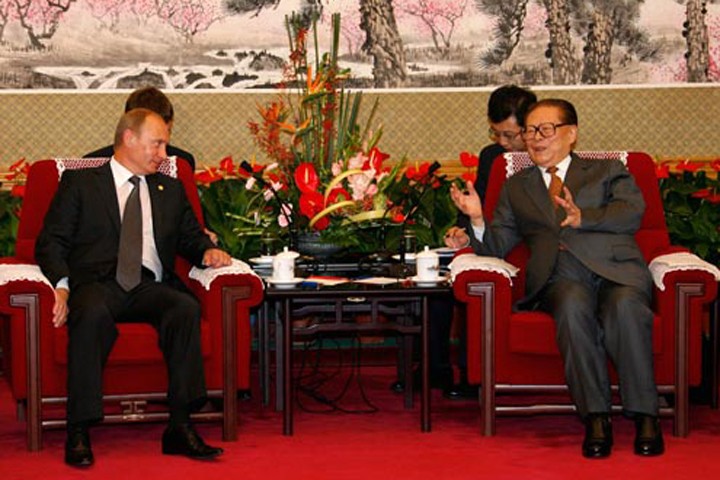
Jiang Zemin avec le président russe, Vladimir Poutine (Pékin, 8 août 2008).

#### Plaintes devant la justice espagnole

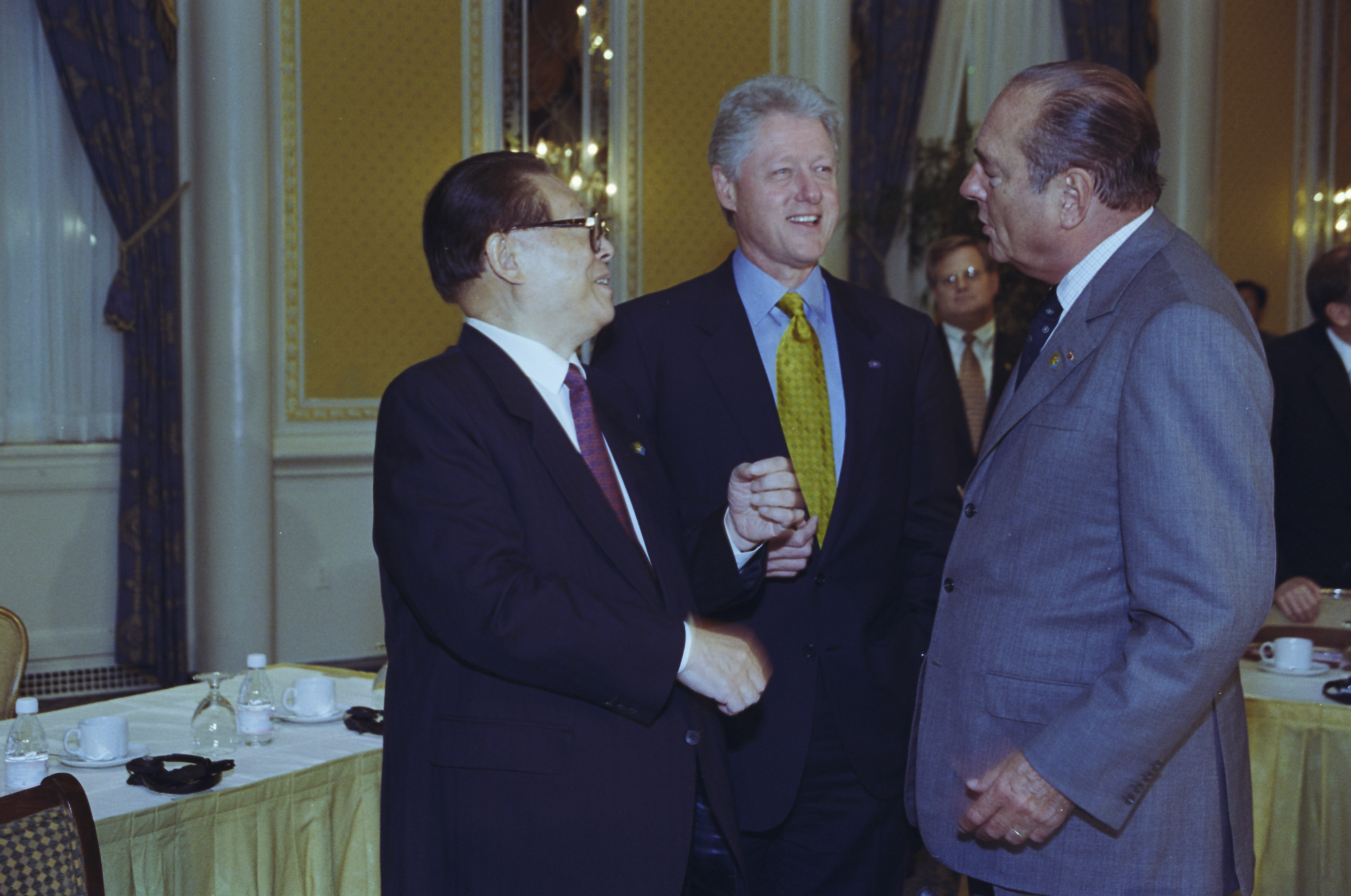
Jiang Zemin avec Bill Clinton et Jacques Chirac (New York, 7 septembre 2000).

Jiang Zemin a fait l'objet de plusieurs plaintes pour génocide, déposées par des associations de défense de la cause tibétaine et le Falun Gong, pour la répression menée par l'État chinois. La justice espagnole, qui se reconnaissait une compétence universelle pour le traitement des plaintes pour génocide même si elles n'impliquaient pas de nationaux, avait adressé deux commissions rogatoires au gouvernement chinois demandant que l'ancien président soit entendu. À la suite de pressions émanant d'Israël, de Chine et des États-Unis, le Sénat espagnol a limité la loi de compétence universelle, celle-ci ne devant plus s'appliquer qu'à des plaignants de nationalité espagnole ou à des suspects présents sur le territoire de l'Espagne. En septembre 2010, le Comite de Apoyo al Tibet et Thubten Wangchen, ressortissant espagnol  président de la Casa del Tibet et député du Parlement tibétain en exil, ont saisi la cour no 2 de l'Audiencia Nacional d'Espagne enquêtant sur le génocide et autres crimes qui auraient été commis au Tibet par Jiang Zemin. Le 19 novembre 2013, la Cour nationale espagnole a rendu un arrêt qui devrait entraîner l'émission de mandats d'interpellation de Jiang Zemin et de quatre autres anciens dirigeants chinois soupçonnés d'avoir bafoué les droits de l'Homme au Tibet,. Le 10 février 2014, la Cour suprême espagnole demande l'émission d'un mandat d'arrêt international contre Jiang Zemin, Li Peng et d'autres dirigeants pour génocide au Tibet. En 2014, à la suite de pressions de la Chine sur l'Espagne, sa compétence universelle sur les crimes contre l'humanité est encore limitée, conduisant à  suspendre les enquêtes sur les accusations de génocide contre les cinq anciens dirigeants chinois, dont l'ancien président Jiang Zemin.

#### Accusations contre Zhou Yongkang
Zhou Yongkang, un allié de Jiang Zemin, est accusé de corruption puis exclu du Parti communiste chinois en décembre 2014.  

### Mort
Jiang Zemin meurt d'une leucémie le 30 novembre 2022 à Shanghai, à l’âge de 96 ans.

## Famille
Jiang Zemin est marié à Wang Yeping, qui l'accompagne par exemple publiquement en 2001 lors d'une visite officielle à Malte puis en 2002 aux États-Unis.
En 2007, son fils Jiang Mianheng a échoué à remporter sa nomination en tant que délégué au XVIIe Congrès du parti. Reuters indique qu'il s'agissait d'un signe que la clique de Shanghai sous l'égide de son père avait perdu son pouvoir. Il a été l'un des vice-présidents de l'Académie chinoise des sciences de 1999 jusqu'en novembre 2011. Puis Jiang Mianheng a été démis de son poste et accusé de corruption et de détournement de fonds.

## Décorations

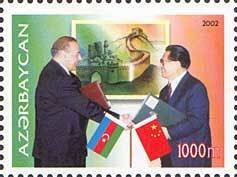
Jiang Zemin sur un timbre d'Azerbaïdjan (2002).

- Grand-croix de l'ordre de Bonne Espérance ( Afrique du Sud)
- Grand collier de l'ordre national de la Croix du Sud du Brésil ( Brésil)
- Collier de l'ordre de la Couronne de la famille royale de Brunei (en) ( Brunei)
- Grand-croix de l'ordre du Mérite congolais ( Congo)
- Médaille de l'ordre de José Martí ( Cuba)
- Grand-croix de l’ordre du Rédempteur ( Grèce)
- Collier de l'ordre de l'Aigle d'or (en) ( Kazakhstan)
- Grand-croix de l'ordre national du Mali ( Mali)
- Gand cordon de l'ordre de l'étoile de Bethléem ( Palestine)
- Grand-croix de l'ordre de Tahiti Nui ( Polynésie française)
- Médaille Pouchkine ( Russie)
- Collier de l'ordre de la République ( Turquie)
- Première classe de l'ordre du Prince Iaroslav le Sage ( Ukraine)
- Grand cordon de l'ordre du Libérateur ( Venezuela)